# District de Kimbiri
Le district de Kimbiri est l’un des dix-huit districts de la province de La Convención située dans le département de Cusco au Pérou.
Il a été créé par la Loi 25209 du 4 mai 1990 et à pour capitale Kimbiri.